# Aqua (Band)/Diskografie
Diese Diskografie ist eine Übersicht über die musikalischen Werke der dänisch-norwegischen Eurodance-Band Aqua und des Vorgängerprojekts Joyspeed. Den Quellenangaben und Schallplattenauszeichnungen zufolge hat sie bisher mehr als 26,4 Millionen Tonträger verkauft. Ihre erfolgreichste Veröffentlichung ist das Debütalbum Aquarium mit über 14 Millionen verkauften Einheiten.

## Alben

### Studioalben
| Jahr | Titel Musiklabel                  | Höchstplatzierung, Gesamtwochen, AuszeichnungChartplatzierungen (Jahr, Titel, Musiklabel, Platzierungen, Wochen, Auszeichnungen, Anmerkungen) | Höchstplatzierung, Gesamtwochen, AuszeichnungChartplatzierungen (Jahr, Titel, Musiklabel, Platzierungen, Wochen, Auszeichnungen, Anmerkungen) | Höchstplatzierung, Gesamtwochen, AuszeichnungChartplatzierungen (Jahr, Titel, Musiklabel, Platzierungen, Wochen, Auszeichnungen, Anmerkungen) | Höchstplatzierung, Gesamtwochen, AuszeichnungChartplatzierungen (Jahr, Titel, Musiklabel, Platzierungen, Wochen, Auszeichnungen, Anmerkungen) | Höchstplatzierung, Gesamtwochen, AuszeichnungChartplatzierungen (Jahr, Titel, Musiklabel, Platzierungen, Wochen, Auszeichnungen, Anmerkungen) | Höchstplatzierung, Gesamtwochen, AuszeichnungChartplatzierungen (Jahr, Titel, Musiklabel, Platzierungen, Wochen, Auszeichnungen, Anmerkungen) | Höchstplatzierung, Gesamtwochen, AuszeichnungChartplatzierungen (Jahr, Titel, Musiklabel, Platzierungen, Wochen, Auszeichnungen, Anmerkungen) | Anmerkungen                                                  |
| Jahr | Titel Musiklabel                  | DE | AT | CH | UK | US | DK | NO | Anmerkungen                                                  |
| ---- | --------------------------------- | --- | --- | --- | --- | --- | --- | --- | ------------------------------------------------------------ |
| 1997 | Aquarium Universal Music (UMG)    | DE6 Gold · (46 Wo.)DE | AT4 Gold · (31 Wo.)AT | CH3 Gold · (48 Wo.)CH | UK6 Platin · (48 Wo.)UK | US7 ×3Dreifachplatin · (50 Wo.)US | DK1 ×1414-fach-Platin · (59 Wo.)DK | NO1 ×4Vierfachplatin · (68 Wo.)NO | Erstveröffentlichung: 26. März 1997 Verkäufe: + 14.000.000   |
| 2000 | Aquarius Universal Music (UMG)    | DE16 (13 Wo.)DE | AT11 (10 Wo.)AT | CH8 Gold · (18 Wo.)CH | UK24 (4 Wo.)UK | US82 (6 Wo.)US | DK1 (17 Wo.)DK | NO1 ×2Doppelplatin · (21 Wo.)NO | Erstveröffentlichung: 28. Februar 2000 Verkäufe: + 1.515.000 |
| 2011 | Megalomania Universal Music (UMG) | — | — | — | — | — | DK2 Gold · (7 Wo.)DK | — | Erstveröffentlichung: 3. Oktober 2011 Verkäufe: + 15.000     |

### Kompilationen
| Jahr | Titel Musiklabel                                        | Höchstplatzierung, Gesamtwochen, AuszeichnungChartplatzierungen (Jahr, Titel, Musiklabel, Platzierungen, Wochen, Auszeichnungen, Anmerkungen) | Höchstplatzierung, Gesamtwochen, AuszeichnungChartplatzierungen (Jahr, Titel, Musiklabel, Platzierungen, Wochen, Auszeichnungen, Anmerkungen) | Höchstplatzierung, Gesamtwochen, AuszeichnungChartplatzierungen (Jahr, Titel, Musiklabel, Platzierungen, Wochen, Auszeichnungen, Anmerkungen) | Höchstplatzierung, Gesamtwochen, AuszeichnungChartplatzierungen (Jahr, Titel, Musiklabel, Platzierungen, Wochen, Auszeichnungen, Anmerkungen) | Höchstplatzierung, Gesamtwochen, AuszeichnungChartplatzierungen (Jahr, Titel, Musiklabel, Platzierungen, Wochen, Auszeichnungen, Anmerkungen) | Höchstplatzierung, Gesamtwochen, AuszeichnungChartplatzierungen (Jahr, Titel, Musiklabel, Platzierungen, Wochen, Auszeichnungen, Anmerkungen) | Höchstplatzierung, Gesamtwochen, AuszeichnungChartplatzierungen (Jahr, Titel, Musiklabel, Platzierungen, Wochen, Auszeichnungen, Anmerkungen) | Anmerkungen                                            |
| Jahr | Titel Musiklabel                                        | DE | AT | CH | UK | US | DK | NO | Anmerkungen                                            |
| ---- | ------------------------------------------------------- | --- | --- | --- | --- | --- | --- | --- | ------------------------------------------------------ |
| 2002 | Cartoon Heroes ~ The Best of Aqua Universal Music (UMG) | — | — | — | — | — | — | — | Erstveröffentlichung: 22. Mai 2002 Verkäufe: + 100.000 |
| 2009 | Greatest Hits Universal Music (UMG)                     | — | — | — | — | — | DK1 ×2Doppelplatin · (39 Wo.)DK | NO7 Gold · (13 Wo.)NO | Erstveröffentlichung: 15. Juni 2009 Verkäufe: + 75.000 |

### Remixalben
| Jahr | Titel Musiklabel                                                                                          | Höchstplatzierung, Gesamtwochen, AuszeichnungChartplatzierungen (Jahr, Titel, Musiklabel, Platzierungen, Wochen, Auszeichnungen, Anmerkungen) | Höchstplatzierung, Gesamtwochen, AuszeichnungChartplatzierungen (Jahr, Titel, Musiklabel, Platzierungen, Wochen, Auszeichnungen, Anmerkungen) | Höchstplatzierung, Gesamtwochen, AuszeichnungChartplatzierungen (Jahr, Titel, Musiklabel, Platzierungen, Wochen, Auszeichnungen, Anmerkungen) | Höchstplatzierung, Gesamtwochen, AuszeichnungChartplatzierungen (Jahr, Titel, Musiklabel, Platzierungen, Wochen, Auszeichnungen, Anmerkungen) | Höchstplatzierung, Gesamtwochen, AuszeichnungChartplatzierungen (Jahr, Titel, Musiklabel, Platzierungen, Wochen, Auszeichnungen, Anmerkungen) | Höchstplatzierung, Gesamtwochen, AuszeichnungChartplatzierungen (Jahr, Titel, Musiklabel, Platzierungen, Wochen, Auszeichnungen, Anmerkungen) | Höchstplatzierung, Gesamtwochen, AuszeichnungChartplatzierungen (Jahr, Titel, Musiklabel, Platzierungen, Wochen, Auszeichnungen, Anmerkungen) | Anmerkungen                                               |
| Jahr | Titel Musiklabel                                                                                          | DE | AT | CH | UK | US | DK | NO | Anmerkungen                                               |
| ---- | --- | --- | --- | --- | --- | --- | --- | --- | --------------------------------------------------------- |
| 1998 | Bubble Mix – The Ultimate Aquarium Remixes Album auch bekannt als: Aqua Mania Remix Universal Music (UMG) | — | — | — | — | — | — | NO4 Gold · (13 Wo.)NO | Erstveröffentlichung: 27. Oktober 1998 Verkäufe: + 35.000 |
| 2002 | Remix Super Best Universal Music (UMG)                                                                    | — | — | — | — | — | — | — | Erstveröffentlichung: 18. Dezember 2002                   |

## Singles

### Als Leadmusiker
| Jahr | Titel Album                                  | Höchstplatzierung, Gesamtwochen, AuszeichnungChartplatzierungen (Jahr, Titel, Album, Platzierungen, Wochen, Auszeichnungen, Anmerkungen) | Höchstplatzierung, Gesamtwochen, AuszeichnungChartplatzierungen (Jahr, Titel, Album, Platzierungen, Wochen, Auszeichnungen, Anmerkungen) | Höchstplatzierung, Gesamtwochen, AuszeichnungChartplatzierungen (Jahr, Titel, Album, Platzierungen, Wochen, Auszeichnungen, Anmerkungen) | Höchstplatzierung, Gesamtwochen, AuszeichnungChartplatzierungen (Jahr, Titel, Album, Platzierungen, Wochen, Auszeichnungen, Anmerkungen) | Höchstplatzierung, Gesamtwochen, AuszeichnungChartplatzierungen (Jahr, Titel, Album, Platzierungen, Wochen, Auszeichnungen, Anmerkungen) | Höchstplatzierung, Gesamtwochen, AuszeichnungChartplatzierungen (Jahr, Titel, Album, Platzierungen, Wochen, Auszeichnungen, Anmerkungen) | Höchstplatzierung, Gesamtwochen, AuszeichnungChartplatzierungen (Jahr, Titel, Album, Platzierungen, Wochen, Auszeichnungen, Anmerkungen) | Anmerkungen                                                  |
| Jahr | Titel Album                                  | DE | AT | CH | UK | US | DK | NO | Anmerkungen                                                  |
| --- | -------------------------------------------- | --- | --- | --- | --- | --- | --- | --- | ------------------------------------------------------------ |
| 1995 | Itsy Bitsy Spider –                          | — | — | — | — | — | — | — | Erstveröffentlichung: 1995 als Joyspeed                      |
| 1996 | Roses Are Red Aquarium                       | — | — | — | — | — | DK1 Gold · (… Wo.)DK | NO2 Gold · (15 Wo.)NO | Erstveröffentlichung: 14. September 1996 Verkäufe: + 70.000  |
| 1997 | My Oh My Aquarium                            | DE12 (13 Wo.)DE | AT15 (11 Wo.)AT | CH19 (8 Wo.)CH | UK6 (12 Wo.)UK | — | DK2 (… Wo.)DK | NO20 (1 Wo.)NO | Erstveröffentlichung: 11. Februar 1997 Verkäufe: + 275.000   |
| 1997 | Barbie Girl Aquarium                         | DE1 Platin · (27 Wo.)DE | AT2 Platin · (21 Wo.)AT | CH1 Platin · (27 Wo.)CH | UK1 ×4Vierfachplatin · (27 Wo.)UK | US7 ×3Dreifachplatin · (16 Wo.)US | DK1 Platin · (… Wo.)DK | NO1 ×2Doppelplatin · (16 Wo.)NO | Erstveröffentlichung: 14. Mai 1997 Verkäufe: + 7.630.000     |
| 1997 | Doctor Jones Aquarium                        | DE7 Gold · (19 Wo.)DE | AT8 (13 Wo.)AT | CH11 (15 Wo.)CH | UK1 Platin · (18 Wo.)UK | — | DK1 Gold · (… Wo.)DK | — | Erstveröffentlichung: 27. Oktober 1997 Verkäufe: + 1.245.000 |
| 1997 | Lollipop (Candyman) Aquarium                 | — | — | — | — | US23 (17 Wo.)US | — | — | Erstveröffentlichung: 25. November 1997 Verkäufe: + 70.000   |
| 1998 | Turn Back Time Aquarium                      | DE42 (10 Wo.)DE | AT19 (12 Wo.)AT | CH26 (11 Wo.)CH | UK1 Silber · (10 Wo.)UK | — | DK3 (… Wo.)DK | — | Erstveröffentlichung: 20. April 1998 Verkäufe: + 255.000     |
| 1998 | Good Morning Sunshine Aquarium               | DE94 (3 Wo.)DE | — | — | UK18 (7 Wo.)UK | — | — | — | Erstveröffentlichung: 30. November 1998                      |
| 2000 | Cartoon Heroes Aquarius                      | DE13 (14 Wo.)DE | AT6 (13 Wo.)AT | CH11 (15 Wo.)CH | UK7 (14 Wo.)UK | — | DK1 ×4Vierfachplatin · (… Wo.)DK | NO1 Gold · (10 Wo.)NO | Erstveröffentlichung: 31. Januar 2000 Verkäufe: + 160.000    |
| 2000 | Around the World Aquarius                    | DE56 (5 Wo.)DE | — | CH42 (12 Wo.)CH | UK26 (8 Wo.)UK | — | DK1 (… Wo.)DK | NO16 (2 Wo.)NO | Erstveröffentlichung: 17. April 2000 Verkäufe: + 15.000      |
| 2000 | Bumble Bees Aquarius                         | DE96 (1 Wo.)DE | — | — | — | — | DK16 (… Wo.)DK | — | Erstveröffentlichung: 9. August 2000                         |
| 2000 | We Belong to the Sea Aquarius                | — | — | — | — | — | DK19 (… Wo.)DK | — | Erstveröffentlichung: 13. November 2000                      |
| 2009 | Back to the 80s Greatest Hits                | — | — | — | — | — | DK1 Platin · (27 Wo.)DK | NO3 Platin · (16 Wo.)NO | Erstveröffentlichung: 25. Mai 2009 Verkäufe: + 40.000        |
| 2009 | My Mamma Said Greatest Hits                  | — | — | — | — | — | DK4 Gold · (17 Wo.)DK | — | Erstveröffentlichung: 25. Juni 2009 Verkäufe: + 15.000       |
| 2011 | How R U Doin? Megalomania                    | — | — | — | — | — | DK4 Gold + Gold (Streaming) · (9 Wo.)DK                                                                                                  | — | Erstveröffentlichung: 14. März 2011 Verkäufe: + 15.000       |
| 2011 | Like a Robot / Playmate to Jesus Megalomania | — | — | — | — | — | DK13 Gold (Streaming) · (3 Wo.)DK | — | Erstveröffentlichung: 12. September 2011                     |
| 2018 | Rookie –                                     | — | — | — | — | — | — | — | Erstveröffentlichung: 22. Juni 2018                          |
| 2021 | I Am What I Am –                             | — | — | — | — | — | — | — | Erstveröffentlichung: 16. Juli 2021 Original: George Hearn   |
| Folgende Lieder erschienen nicht als Single, wurden aber durch das Album zum Download und Streaming bereitgestellt und konnten somit eine Platzierung erlangen: |                                              | | | | | | | |                                                              |
| |                                              | | | | | | | |                                                              |
| 2009 | Live Fast – Die Young Greatest Hits          | — | — | — | — | — | DK24 (1 Wo.)DK | — | Charteinstieg: 26. Juni 2009                                 |

### Als Gastmusiker
| Jahr | Titel Album                      | Höchstplatzierung, Gesamtwochen, AuszeichnungChartplatzierungen (Jahr, Titel, Album, Platzierungen, Wochen, Auszeichnungen, Anmerkungen) | Höchstplatzierung, Gesamtwochen, AuszeichnungChartplatzierungen (Jahr, Titel, Album, Platzierungen, Wochen, Auszeichnungen, Anmerkungen) | Höchstplatzierung, Gesamtwochen, AuszeichnungChartplatzierungen (Jahr, Titel, Album, Platzierungen, Wochen, Auszeichnungen, Anmerkungen) | Höchstplatzierung, Gesamtwochen, AuszeichnungChartplatzierungen (Jahr, Titel, Album, Platzierungen, Wochen, Auszeichnungen, Anmerkungen) | Höchstplatzierung, Gesamtwochen, AuszeichnungChartplatzierungen (Jahr, Titel, Album, Platzierungen, Wochen, Auszeichnungen, Anmerkungen) | Höchstplatzierung, Gesamtwochen, AuszeichnungChartplatzierungen (Jahr, Titel, Album, Platzierungen, Wochen, Auszeichnungen, Anmerkungen) | Höchstplatzierung, Gesamtwochen, AuszeichnungChartplatzierungen (Jahr, Titel, Album, Platzierungen, Wochen, Auszeichnungen, Anmerkungen) | Anmerkungen                                                                                 |
| Jahr | Titel Album                      | DE | AT | CH | UK | US | DK | NO | Anmerkungen                                                                                 |
| ---- | -------------------------------- | --- | --- | --- | --- | --- | --- | --- | ------------------------------------------------------------------------------------------- |
| 1999 | Selv en dråbe Grænseløs Greatest | — | — | — | — | — | DK1 (… Wo.)DK | — | Erstveröffentlichung: 21. April 1999 mit Verschiedenen Interpreten                          |
| 2005 | Hvor små vi er –                 | — | — | — | — | — | DK1 (26 Wo.)DK | — | Erstveröffentlichung: 17. Januar 2005 als Teil von Giv til Asien                            |
| 2023 | Barbie World Barbie: The Album   | DE10 (9 Wo.)DE | AT10 (8 Wo.)AT | CH8 (11 Wo.)CH | UK4 Gold · (15 Wo.)UK | US7 (19 Wo.)US | DK9 (5 Wo.)DK | NO7 (8 Wo.)NO | Erstveröffentlichung: 23. Juni 2023 Verkäufe: + 795.000; Ice Spice & Nicki Minaj feat. Aqua |

## Videoalben und Musikvideos

### Videoalben
| Jahr | Titel Musiklabel                           | Höchstplatzierung, Gesamtwochen, AuszeichnungChartplatzierungen (Jahr, Titel, Musiklabel, Platzierungen, Wochen, Auszeichnungen, Anmerkungen) | Höchstplatzierung, Gesamtwochen, AuszeichnungChartplatzierungen (Jahr, Titel, Musiklabel, Platzierungen, Wochen, Auszeichnungen, Anmerkungen) | Höchstplatzierung, Gesamtwochen, AuszeichnungChartplatzierungen (Jahr, Titel, Musiklabel, Platzierungen, Wochen, Auszeichnungen, Anmerkungen) | Höchstplatzierung, Gesamtwochen, AuszeichnungChartplatzierungen (Jahr, Titel, Musiklabel, Platzierungen, Wochen, Auszeichnungen, Anmerkungen) | Höchstplatzierung, Gesamtwochen, AuszeichnungChartplatzierungen (Jahr, Titel, Musiklabel, Platzierungen, Wochen, Auszeichnungen, Anmerkungen) | Höchstplatzierung, Gesamtwochen, AuszeichnungChartplatzierungen (Jahr, Titel, Musiklabel, Platzierungen, Wochen, Auszeichnungen, Anmerkungen) | Höchstplatzierung, Gesamtwochen, AuszeichnungChartplatzierungen (Jahr, Titel, Musiklabel, Platzierungen, Wochen, Auszeichnungen, Anmerkungen) | Anmerkungen                                            |
| Jahr | Titel Musiklabel                           | DE | AT | CH | UK | US | DK | NO | Anmerkungen                                            |
| ---- | ------------------------------------------ | --- | --- | --- | --- | --- | --- | --- | ------------------------------------------------------ |
| 1997 | Around the World Universal Music (UMG)     | — | — | — | — | — | — | — | Erstveröffentlichung: 26. März 1997                    |
| 1998 | The Aqua Diary Universal Music (UMG)       | — | — | — | UK4 (17 Wo.)UK | — | — | — | Erstveröffentlichung: 23. Juni 1998 Verkäufe: + 75.000 |
| 2000 | The Video Collection Universal Music (UMG) | — | — | — | — | — | — | — | Erstveröffentlichung: 22. November 2000                |

### Musikvideos
| Jahr | Titel                 | Regisseur(e)                                                                    |
| ---- | --------------------- | ------------------------------------------------------------------------------- |
| 1996 | Roses Are Red         | Christian Dyekjær, Peter Hiort                                                  |
| 1997 | Barbie Girl           | Peder Pedersen, Peter Stenbæk                                                   |
| 1997 | Doctor Jones          | Peder Pedersen                                                                  |
| 1997 | Lollipop (Candyman)   | Peder Pedersen, Peter Stenbæk                                                   |
| 1998 | Good Morning Sunshine |                                                                                 |
| 1998 | My Oh My              | Peder Pedersen, Peter Stenbæk                                                   |
| 1998 | Turn Back Time        | Peter Stenbæk                                                                   |
| 2000 | Around the World      | Peder Pedersen, Peter Stenbæk, Ronnie West (Version 1) Thomas Masin (Version 2) |
| 2000 | Bumble Bees           | Peder Pedersen                                                                  |
| 2000 | Cartoon Heroes        | Tomas Masin                                                                     |
| 2001 | We Belong to the Sea  | Toby Hooper                                                                     |
| 2001 | Aquarius              |                                                                                 |
| 2009 | Back to the 80s       | Peter Stenbæk                                                                   |
| 2009 | My Mamma Said         | Rasmus Laumann                                                                  |
| 2009 | Spin Me a Christmas   | Peter Stenbæk                                                                   |
| 2011 | How R U Doin?         | Rasmus Laumann                                                                  |
| 2011 | Playmate to Jesus     | Michael Sauer Christensen                                                       |
| 2018 | Rookie                | Nikolaj Gyldenløve                                                              |
| 2023 | Barbie World          | Hannah Lux Davis                                                                |

## Sonderveröffentlichungen

### Lieder
| Jahr | Titel Album                               | Anmerkungen                                                                                  |
| ---- | ----------------------------------------- | -------------------------------------------------------------------------------------------- |
| 2000 | Funiculì, Funiculà For Cambodia and Tibet | Erstveröffentlichung: 15. September 2000 Luciano Pavarotti feat. Aqua; Original: Traditional |

| Jahr | Titel Interpretation | Anmerkungen                |
| ---- | -------------------- | -------------------------- |
| 1996 | I Got It Raise       | Erstveröffentlichung: 1996 |

| Jahr | Titel Album                      | Anmerkungen                                              |
| ---- | -------------------------------- | -------------------------------------------------------- |
| 1999 | Selv en dråbe Grænseløs Greatest | Erstveröffentlichung: 1999 mit Verschiedenen Interpreten |

| Jahr | Titel Soundtrack zu                                | Anmerkungen                                                            |
| ---- | -------------------------------------------------- | ---------------------------------------------------------------------- |
| 1998 | Turn Back Time Sie liebt ihn – sie liebt ihn nicht | Erstveröffentlichung: 14. April 1998                                   |
| 1998 | Doctor Jones Sabrina – Total Verhext!              | Erstveröffentlichung: 27. Oktober 1998                                 |
| 2023 | Barbie World Barbie                                | Erstveröffentlichung: 21. Juli 2023 Ice Spice & Nicki Minaj feat. Aqua |

### Videoalben
| Jahr | Titel Musiklabel                     | Anmerkungen                                                                      |
| ---- | ------------------------------------ | -------------------------------------------------------------------------------- |
| 2009 | Live at Tivoli Universal Music (UMG) | Erstveröffentlichung: 16. November 2009 Teil von Greatest Hits (Limited Edition) |

## Promoveröffentlichungen
| Jahr | Titel Album            | Anmerkungen                                                            |
| ---- | ---------------------- | ---------------------------------------------------------------------- |
| 1997 | Didn’t I Aquarium      | Erstveröffentlichung: 1997                                             |
| 1998 | The Official Megamix – | Erstveröffentlichung: 1998                                             |
| 2009 | Spin Me a Christmas –  | Erstveröffentlichung: 16. November 2009                                |
| 2017 | Freaky Friday Aquarius | Erstveröffentlichung: 10. August 2017 Veröffentlichung nur in Russland |

## Statistik

### Chartauswertung
|                     | DE    | AT    | CH    | UK    | US    | DK    | NO    |
| ------------------- | ----- | ----- | ----- | ----- | ----- | ----- | ----- |
| Nummer-eins-Alben   | DE—DE | AT—AT | CH—CH | UK—UK | US—US | DK3DK | NO2NO |
| Top-10-Alben        | DE1DE | AT1AT | CH2CH | UK1UK | US1US | DK4DK | NO4NO |
| Alben in den Charts | DE2DE | AT2AT | CH2CH | UK2UK | US2US | DK4DK | NO4NO |

|                       | DE    | AT    | CH    | UK    | US    | DK     | NO    |
| --------------------- | ----- | ----- | ----- | ----- | ----- | ------ | ----- |
| Nummer-eins-Singles   | DE1DE | AT—AT | CH1CH | UK3UK | US—US | DK8DK  | NO2NO |
| Top-10-Singles        | DE3DE | AT4AT | CH2CH | UK6UK | US2US | DK13DK | NO5NO |
| Singles in den Charts | DE9DE | AT6AT | CH7CH | UK8UK | US3US | DK17DK | NO7NO |

|                          | DE    | AT    | CH    | UK    | US    | DK    | NO    |
| ------------------------ | ----- | ----- | ----- | ----- | ----- | ----- | ----- |
| Nummer-eins-Videoalben   | DE—DE | AT—AT | CH—CH | UK—UK | US—US | DK—DK | NO—NO |
| Top-10-Videoalben        | DE—DE | AT—AT | CH—CH | UK1UK | US—US | DK—DK | NO—NO |
| Videoalben in den Charts | DE—DE | AT—AT | CH—CH | UK1UK | US—US | DK—DK | NO—NO |

### Auszeichnungen für Musikverkäufe
| Land/RegionAuszeichnungen für Musikverkäufe (Land/Region, Auszeichnungen, Verkäufe, Quellen) | Silber  | Gold       | Platin         | Diamant     | Verkäufe    | Quellen                                                     |
| -------------------------------------------------------------------------------------------- | ------- | ---------- | -------------- | ----------- | ----------- | ----------------------------------------------------------- |
| Argentinien (CAPIF)                                                                          | —       | —          | Platin1        | —           | 60.000      | Einzelnachweise                                             |
| Australien (ARIA)                                                                            | —       | 3× Gold3   | 17× Platin17   | —           | 1.130.000   | aria.com.au                                                 |
| Belgien (BRMA)                                                                               | —       | Gold1      | 6× Platin6     | —           | 325.000     | ultratop.be                                                 |
| Brasilien (PMB)                                                                              | —       | Gold1      | —              | —           | 100.000     | pro-musicabr.org.br                                         |
| Chile (IFPI)                                                                                 | —       | Gold1      | —              | —           | 15.000      | Einzelnachweise                                             |
| Dänemark (IFPI)                                                                              | —       | 8× Gold8   | 22× Platin22   | —           | 715.000     | ifpi.dk                                                     |
| Deutschland (BVMI)                                                                           | —       | 2× Gold2   | Platin1        | —           | 1.000.000   | musikindustrie.de                                           |
| Europa (IFPI)                                                                                | —       | —          | 5× Platin5     | —           | (5.000.000) | ifpi.org (Memento vom 15. Oktober 2013 im Internet Archive) |
| Finnland (IFPI)                                                                              | —       | —          | 2× Platin2     | —           | 72.757      | ifpi.fi                                                     |
| Frankreich (SNEP)                                                                            | —       | 2× Gold2   | Platin1        | Diamant1    | 1.400.000   | snepmusique.com                                             |
| Hongkong (IFPI/HKRIA)                                                                        | —       | Gold1      | 4× Platin4     | —           | 90.000      | ifpihk.org                                                  |
| Indien (IMI)                                                                                 | —       | —          | 4× Platin4     | —           | 200.000     | Einzelnachweise                                             |
| Indonesien (ASIRI)                                                                           | —       | —          | 4× Platin4     | —           | 200.000     | Einzelnachweise                                             |
| Italien (FIMI)                                                                               | —       | Gold1      | 7× Platin7     | —           | 750.000     | fimi.it                                                     |
| Japan (RIAJ)                                                                                 | —       | Gold1      | 2× Platin2     | —           | 500.000     | riaj.or.jp                                                  |
| Kanada (MC)                                                                                  | —       | —          | 6× Platin6     | Diamant1    | 1.393.000   | musiccanada.com                                             |
| Malaysia (RIM)                                                                               | —       | —          | 5× Platin5     | —           | 250.000     | Einzelnachweise                                             |
| Neuseeland (RMNZ)                                                                            | —       | 3× Gold3   | 7× Platin7     | —           | 120.000     | aotearoamusiccharts.co.nz                                   |
| Niederlande (NVPI)                                                                           | —       | Gold1      | 2× Platin2     | —           | 225.000     | nvpi.nl                                                     |
| Norwegen (IFPI)                                                                              | —       | 4× Gold4   | 9× Platin9     | —           | 520.000     | ifpi.no (Memento vom 5. November 2012 im Internet Archive)  |
| Österreich (IFPI)                                                                            | —       | Gold1      | Platin1        | —           | 75.000      | ifpi.at                                                     |
| Philippinen (PARI)                                                                           | —       | —          | 2× Platin2     | —           | 80.000      | Einzelnachweise                                             |
| Polen (ZPAV)                                                                                 | —       | 2× Gold2   | —              | —           | 75.000      | olis.pl                                                     |
| Portugal (AFP)                                                                               | —       | —          | Platin1        | —           | 40.000      | Einzelnachweise                                             |
| Schweden (IFPI)                                                                              | —       | 3× Gold3   | 11× Platin11   | —           | 675.000     | sverigetopplistan.se ifpi.se                                |
| Schweiz (IFPI)                                                                               | —       | 2× Gold2   | Platin1        | —           | 100.000     | hitparade.ch                                                |
| Singapur (RIAS)                                                                              | —       | —          | 5× Platin5     | —           | 75.000      | Einzelnachweise                                             |
| Spanien (Promusicae)                                                                         | —       | —          | 6× Platin6     | —           | 560.000     | elportaldemusica.es                                         |
| Südafrika (RISA)                                                                             | —       | Gold1      | 3× Platin3     | —           | 160.000     | Einzelnachweise                                             |
| Südkorea (KMCA)                                                                              | —       | —          | Platin1        | —           | 30.000      | Einzelnachweise                                             |
| Taiwan (RIT)                                                                                 | —       | —          | Platin1        | —           | 50.000      | Einzelnachweise                                             |
| Thailand (TECA)                                                                              | —       | —          | 4× Platin4     | —           | 200.000     | Einzelnachweise                                             |
| Tschechien (IFPI)                                                                            | —       | Gold1      | —              | —           | 25.000      | Einzelnachweise                                             |
| Ungarn (MAHASZ)                                                                              | —       | Gold1      | —              | —           | 25.000      | Einzelnachweise                                             |
| Venezuela (APFV)                                                                             | —       | —          | Platin1        | —           | 20.000      | Einzelnachweise                                             |
| Vereinigte Staaten (RIAA)                                                                    | —       | —          | 6× Platin6     | —           | 6.000.000   | riaa.com                                                    |
| Vereinigtes Königreich (BPI)                                                                 | Silber1 | Gold1      | 6× Platin6     | —           | 4.165.000   | bpi.co.uk                                                   |
| Insgesamt                                                                                    | Silber1 | 41× Gold41 | 154× Platin154 | 2× Diamant2 |             |                                                             |